# 朝鲜人民军战略军
朝鲜人民军战略军（朝鲜语：／）是朝鮮掌握所有戰略導彈的部隊。2013年擴編前稱為朝鮮人民軍戰略火箭軍（朝鲜语：／）。

## 概觀

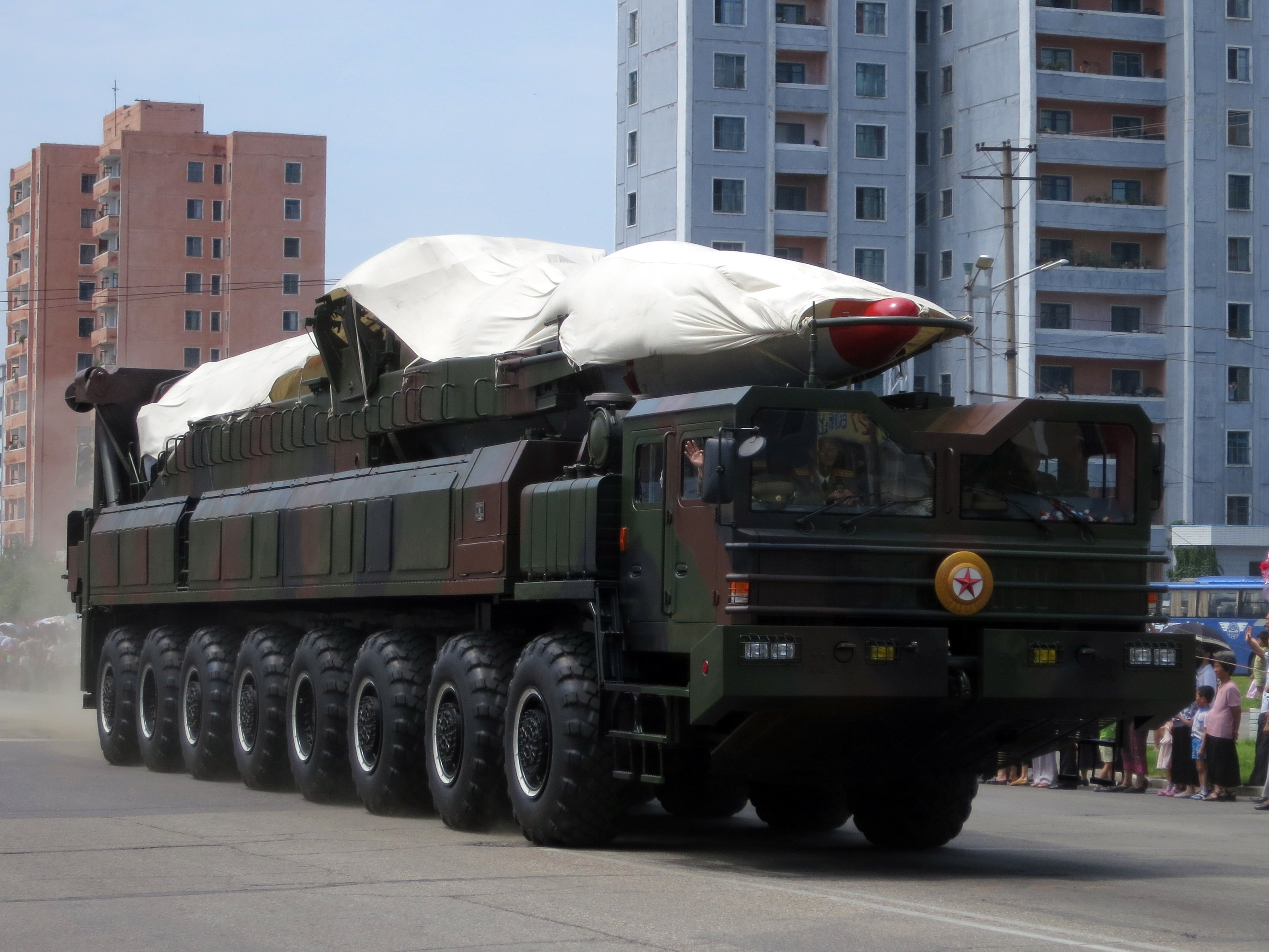
朝鲜人民军战略军的导弹发射车

朝鲜人民军战略军是指朝鮮人民軍所管轄的戰略導彈部隊，配備有各式主要自行設計制造的遠程洲際彈道飛彈，同時也控制核武器和常規戰略導彈。 其中由朝鮮自行研發的飛彈主要是由飛毛腿飛彈所延伸發展而成，同時具有不同e的攻擊射程範圍、有效載荷和準確性。其中有些飛彈如飛毛腿國產化的火星5号和火星6号便是可移動導彈，而如同大浦洞1號飛彈則是需固定發射台才能發射。
朝鮮目前正在開發一種新的火星14彈道飛彈，其射程甚至最遠可能達到9,000公里，這已經與波音的LGM-30義勇兵洲際導彈相當。
儘管確切的各式飛彈數量部署仍未被世人知悉，但人們普遍接受朝鮮炮兵指導局擁有大約600枚的火星6(飛毛腿C)和320枚的蘆洞-1，以及其他各型短程導彈。目前朝鮮最重要軍事發射基地為是位於東部海岸舞水端里的花坮郡洲際飛彈發射場，同時全國各地也都有小型飛彈發射基地的存在。朝鲜研制的一次性运载火箭，银河2号于2009年4月5日首次发射，银河3号于2012年4月13日首次发射均告失败。直到2012年12月12日銀河3號二次發射才成功，該次發射突破了韓國和日本的飛彈監控網，日本曾揚言發射就擊落，然而最後還是射入軌道，證明朝鮮也有兩彈一星能力。
2017年7月4日火星14彈道飛彈的試射，發射地於平安北道龜城市郊外的發射場，金正恩表示這是送給美國國慶禮物，最終高度2,802km、水平距離933公里，飛行長達39分鐘，各種國際分析計算按照動能與位能換算公式，若以攻擊角度發射可達到6,700公里甚至8,200公里以上，已經跨入洲際飛彈領域可以打到夏威夷和阿拉斯加等美國邊緣領土。
7月7日的央視一專題節目中國專家表示「朝鮮已經跨入洲際飛彈門檻，只是美國不敢承認。」
澳洲新聞網認為金正恩可能已完成心願，發展出該國第一枚洲際飛彈。約翰霍普金斯大學北韓問題研究網站「北緯38度」上工程專家席林（John Schilling）專文發表分析，認為火星14的設計已經可運作，只要再優化程式軟體和校正工程參數，射程將達到9,700公里，而且能搭載一枚500公斤的彈頭打到加州聖地牙哥市。

## 已證實飛彈
| 飛彈                      | 種類               | 製造                                     | 射程                               | 數量 |
| ------------------------- | ------------------ | ---------------------------------------- | ---------------------------------- | ---- |
| FROG7(9K52)               | 增程火箭砲         | 苏联                                     | 70 km                              | 24組 |
| 金星1号 (KN-01)           | 岸基反艦飛彈       |                                          | 110 - 160 km 180–300 km            | ?    |
| 金星3号 (KN-19)           | 岸基反艦飛彈       | 300 km                                   | 已試射成功，枚數不詳               |      |
| 不明巡航导弹              | 陆地攻击巡航导弹   | 2000 km                                  | 已試射成功，枚數不詳               |      |
| KN-02 Toksa               | 短程彈道飛彈       | ~70 km (500 kg彈頭) 或低裝藥120 – 140 km | 30 組                              |      |
| KN-23                     | 短程彈道飛彈       | 700-800 km                               | 已試射成功，枚數不詳               |      |
| 火星-11号 (KN-24)         | 短程彈道飛彈       | 410 km                                   | 已試射成功，枚數不詳               |      |
| KN-25                     | 超大口径制导火箭弹 | 400 km                                   | 已試射成功，枚數不詳               |      |
| 火星5號(飛毛腿-B)         | 短程彈道飛彈       | 330 km                                   | 約180枚                            |      |
| 火星6型彈道飛彈(飛毛腿-C) | 短程彈道飛彈       | 500 km                                   | 300-600枚                          |      |
| 火星9號(飛毛腿-ER)        | 中程彈道飛彈       | 1000 km                                  | 小數量                             |      |
| 火星7號(蘆洞彈道飛彈)     | 中程彈道飛彈       | 1,500 km                                 | 不到50 或超過200枚                 |      |
| 北极星-2                  | 中程彈道飛彈       | 2000 km                                  | 已試射成功，枚數不詳               |      |
| 火星10號(舞水端導彈)      | 中程彈道飛彈(車載) | 2,500–4,000 km                           | 多次试射仅1次成功，已下马          |      |
| 火星12彈道飛彈            | 洲際彈道飛彈(車載) | 4,500km                                  | 已試射多次，投入实战部署，枚數不詳 |      |
| 火星14彈道飛彈            | 洲際彈道飛彈(車載) | 理論10,000 km                            | 已試射成功，枚數不詳               |      |
| 火星15彈道飛彈            | 洲際彈道飛彈(車載) | 理論13,000km                             | 已試射成功，枚數不詳               |      |
| 火星17彈道飛彈            | 洲際彈道飛彈(車載) | 理論15,000km                             | 已試射成功，枚數不詳               |      |
| 火星18彈道飛彈            | 洲際彈道飛彈(車載) | 15,000km以上                             | 已試射成功，枚數不詳               |      |
| 火星19彈道飛彈            | 洲際彈道飛彈(車載) | 15,000km以上                             | 已試射成功，枚數不詳               |      |

## 历任司令
- 金乐兼战略军上将